# Russell C. Davis

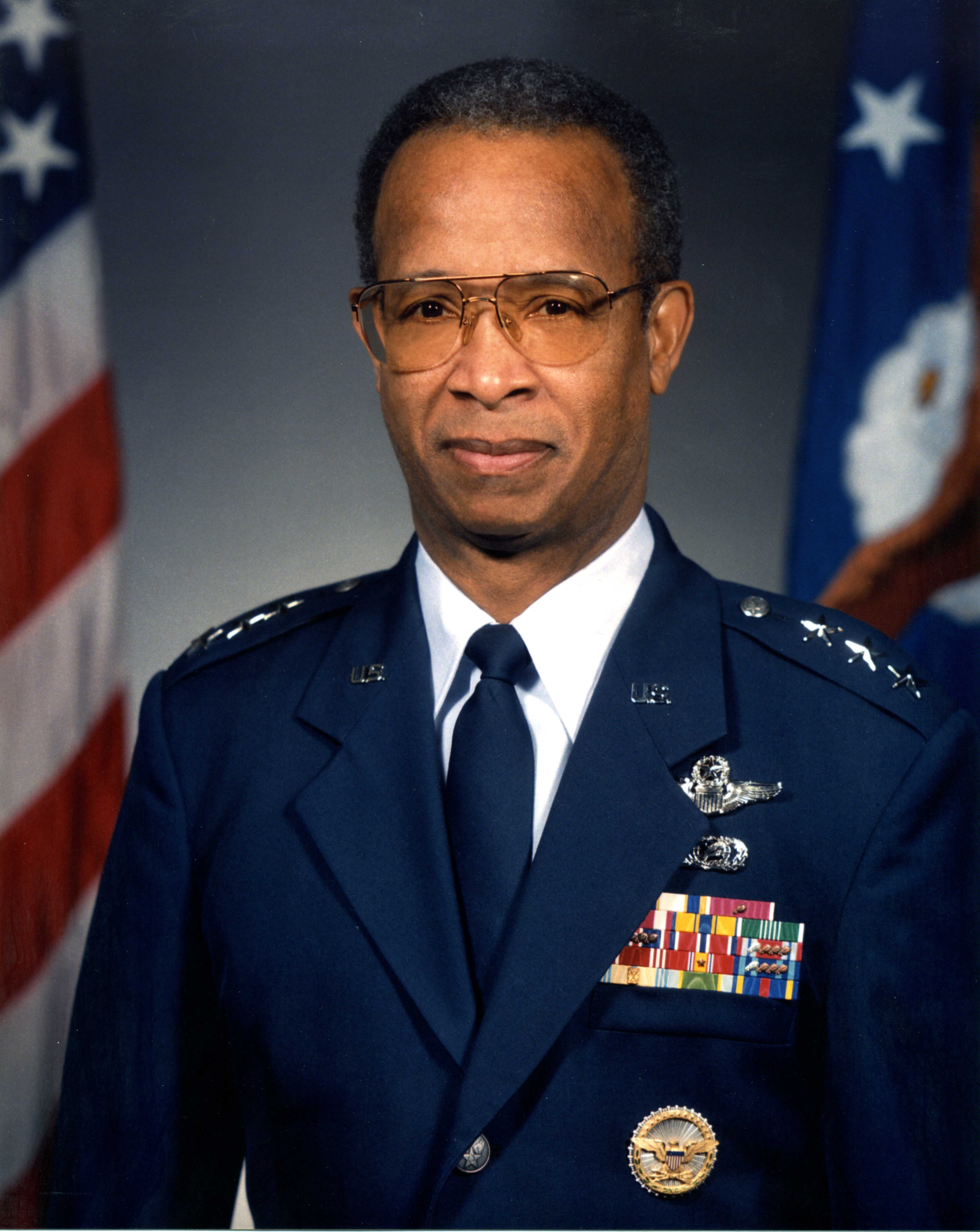
Russell C. Davis

 Russell Clark Davis (* 22. Oktober 1938 in Tuskegee, Macon County, Alabama) ist ein pensionierter Generalleutnant der United States Air Force. Er war unter anderem Kommandeur des National Guard Bureau (NGB).

## Leben
Im Jahr 1960 gelangte er über eine Offiziersausbildung in das Offizierskorps der United States Air Force. In dieser bzw. in verschiedenen Nationalgarden durchlief er anschließend alle Offiziersränge vom Leutnant bis zum Drei-Sterne-General.
Im Lauf seiner militärischen Karriere absolvierte er verschiedene Kurse und Schulungen. Dazu gehörten unter anderem eine Ausbildung zum Kampfpiloten und weitere Fortbildungskurse als Pilot neuer Flugzeugtypen; das Air Command and Staff College über einen Fernkurs und das Industrial College of the Armed Forces in Fort Lesley J. McNair in Washington, D.C. Außerdem erhielt er akademische Grade von der University of Nebraska Omaha, der Drake University und der Harvard University.
In seinen frühen Jahren als Offizier der Luftwaffe war er an verschiedenen Stützpunkten in den Vereinigten Staaten stationiert. Dabei war er als Pilot bei unterschiedlichen Einheiten tätig. Im April 1965 schied er vorübergehend aus dem Dienst der regulären Luftwaffe aus. Stattdessen trat er der den Luftstreitkräften der Iowa National Guard bei. Gleichzeitig war er auf dem privaten Sektor tätig. Nach einem Jurastudium an der Drake University war er zwischen 1969 und 1979 praktizierender Rechtsanwalt. Zwischenzeitlich nahm er in der Nationalgarde an Militärübungen teil. Dort übte er auch militärische Stellen bei unterschiedlichen Einheiten aus.
Im Jahr 1979 kehrte Russell Davis zur regulären Air Force zurück. Zwischen Juni 1979 und Februar 1980 leitete er auf der Andrews Air Force Base in Maryland die Stabsabteilung für das Personalwesen beim Air National Guard Support Center. Anschließend war er bis zum Januar 1982 als Executive to the Chief Stabsoffizier beim NGB. In der Folge kehrte er zur Andrews AFB zurück, wo er zwischen Februar 1982 und Juli 1990 das 113. Kampfgeschwader (113th Tactical Fighter Wing) kommandierte. Dieses war für die Verteidigung des Luftraums um die Bundeshauptstadt Washington, D.C. zuständig.
Seine nächste Mission führte Russell Davis zur Langley Air Force Base in Virginia. Zwischen Juli 1990 und Dezember 1991 gehörte er dort als Berater des Kommandeurs in Fragen der Lufteinheiten der Nationalgarden der Einzelstaaten dem Stab des Tactical Air Commands (Air National Guard Assistant to the Commander, Tactical Air Command) an. Im Dezember 1991 wurde er mit dem Kommando über die District of Columbia National Guard betraut, das er bis zum Dezember 1995 ausübte. Anschließend war er bis zum August 1998 stellvertretender Kommandeur des NGB.
Am 4. August 1998 übernahm er als Nachfolger von Edward D. Baca das Kommando über das NGB. Diese Aufgabe erfüllte er bis zum 3. August 2002. Anschließend schied er aus dem Militärdienst aus.
Während seiner aktiven Zeit als Militärpilot absolvierte er über 4700 Flugstunden auf verschiedenen Flugzeugtypen.
Nach seiner Pensionierung wurde Russell Davis unter anderem als Berater in Fragen der Verteidigung und nationalen Sicherheit tätig.

## Daten der Beförderungen
| Abzeichen | Rang               | Jahr              |
| --------- | ------------------ | ----------------- |
|           | Second Lieutenant  | 18. März 1960     |
|           | First Lieutenant   | 18. März 1963     |
|           | Captain            | 18. März 1965     |
|           | Major              | 19. März 1969     |
|           | Lieutenant Colonel | 13. Oktober 1973  |
|           | Colonel            | 26. Januar 1979   |
|           | Brigadier General  | 16. Dezember 1982 |
|           | Major General      | 3. August 1990    |
|           | Lieutenant General | 1. September 1998 |

## Orden und Auszeichnungen
Russell Davis erhielt im Lauf seiner militärischen Laufbahn unter anderem folgende Auszeichnungen:
- Air Force Distinguished Service Medal
- Legion of Merit
- Meritorious Service Medal
- Air Force Commendation Medal
- Army Commendation Medal
- Air Force Outstanding Unit Award
- Air Force Organizational Excellence Award
- Combat Readiness Medal
- National Defense Service Medal
- Army Good Conduct Medal
- Air Force Longevity Service Award
- Armed Forces Reserve Medal